# 鍾文智TDR案
鍾文智TDR案是一起發生在馬英九政府時期金融罪案、審判時程又歷經蔡英文政府以及賴清德政府的重大司法案件。其案件主軸為鍾文智在2010年間使用大量人頭帳戶，炒作臺灣證券交易所上市交易的臺灣存託憑證（TDR），涉嫌違法《證券交易法》。該案審理長達15年，審理期間有多方政治人物涉嫌干預司法為其脫罪，存在司法不公正的嫌疑。2025年3月12日，最高法院判決鐘文智30年5個月，卻在之後發現其早已棄保潛逃，並引發了司法界的巨大醜聞。

## 事件經過

### 案情
鍾文智為連一鮑魚、摩坦利投資（已停業）公司的負責人，在2010年9月時利用數個人頭帳號炒作揚子江船業控股有限公司、超級、明輝、特藝石油共五個在台發行的存託憑證（TDR），並以市場詐欺的手段獲利4億4132萬多元。其被指控違反了證券交易法中的操縱證券交易罪以及兩個洗錢罪。並且在三審被判決30年5個月後於發監之前被查出其早已棄保潛逃。

#### 司法審判
- 2021年3月，臺灣臺北地方法院判決鍾文智18年徒刑，犯罪所得4.7億餘元沒收。[6]

- 2022年12月，臺灣高等法院審理途中，鍾文智以帶家人旅遊為由，聲請暫時免除到派出所定期報到處分，高等法院不准。[7]

- 2023年5月，臺灣高等法院判處鍾文智17年6月，沒收4億4132萬不法所得，之後其上訴最高法院。[7]

- 2023年10月，由於該年八月份發生了國寶集團總裁朱國榮潛逃事件，高等法院裁定對鍾文智保釋金8000萬，並且實施電子腳鐐以及科技監控，限制出境出海並定時到派出所報到。[7]

- 2024年10月，由於承審法官退休轉任律師，因此該案改發由另一個合議庭審理，經過合議庭審理後，決定提高鍾文智保釋金2000萬至一億元，並停止對其的科技監控。[8]

- 2025年3月12日，最高法院就鍾文智涉案的7個罪行進行定讞。分別處8個月到9年10個月不等刑期，總刑期為有期徒刑30年5個月。最高法院隨即通知檢方啟動防逃機制，然而鐘文智原定13日要到刑事局報到卻並沒有出現，在檢警通緝後並於3月14日要求外交部註銷鍾文智的護照。最後，鐘文智確定為棄保潛逃。[8]

### 指控執政黨立委干涉審判
- 台灣民眾黨立法委員黃國昌指控幫鍾文智辦理交保，是由一位民進黨籍議員幫忙辦理，並且鍾文智為了避免自己被定罪，於高等法院審判期間透過舉辦研討會、聲請刑法學者以及專家來鑑定此案，圖謀證明台灣並沒有將TDR明文入法，然而其並未成功。同時，其尋求藍綠立委推動TDR是否為證券交易法規範有價證券的討論，並且舉辦公聽會以及提案修法。其中黃國昌指控民主進步黨籍前立委余天以及現任立委蔡易餘是主要參與者。[9]

- 民主進步黨籍立委郭國文在鍾文智棄保後在臉書表示，應當徹查所有和鍾文智有關人士的金流。然而黃國昌反駁稱郭國文自己也是余天提案的聯署人之一，並質疑這是否就是民進黨所謂的司法改革。[10][11]

### 司法醜聞
- 鍾文智的二審律師陣容是現役司法院大法官尤伯祥以及冤獄平反協會理事林俊宏，三審律師分別為王國棟、洪昌宏以及陳憲裕，其中這三位分別是高等法院庭長退休轉任律師、最高法院庭長退任以及高等法院退任也是司改國是會議的委員。高等法院審理期間，鍾文智要求專家就TDR是否為有價證券進行鑑定，鑑定人包含輔仁大學法學院教授郭土木、文化大學副校長王志誠。另外，曾經起訴鍾文智的臺灣臺北地方檢察署檢察官陳宗豪轉任律師後卻指控財政部的函文有問題，並且認為TDR屬性的認定有爭議。經媒體曝光後，顯示陳宗豪的博士論文指導教授正是鑑定人之一的郭土木。[12][13]

- 黃國昌指控高等法院施壓鍾文智案原本的法官，強迫該法官自請迴避，最後導致該法官辭職。替換上新的法官後，法庭隨即做出解除鍾文智的電子監控的決定。經調查後，該法官以前正是鍾文智三審所聘用的律師洪昌宏的前庭員。黃國昌斥責這是包庇綠營權貴的行為。[14]

- 鍾文智棄保後舉國譁然，判決其不需要戴電子腳鐐的審判長邱忠義被司法院認定為不適任庭長。此外釐清責任上也引發了院檢爭議，起因是檢察官質疑高院法官並沒有通知檢察官鍾文智已經解除電子監控的事實因此無法抗告，隨後爆出了受命法官陳永松在2024年10月抽換電話紀錄，造假檢方知情的嫌疑。法院方隨即反駁稱，2025年1月，鍾文智赴香港參加碳中和新趨勢峰會得暫時解除限制出境，但是檢方在判決書上卻沒有表達任何意見，因此質疑檢察官早就知道鍾文智已經沒有了電子監控設備，卻仍然採取了放任消極的辦案。[15][16]